# II. třída okresu Rychnov nad Kněžnou
II. třída okresu Rychnov nad Kněžnou (Okresní přebor II. třídy) patří společně s ostatními druhými třídami mezi osmé nejvyšší fotbalové soutěže v Česku. Je řízena Okresním fotbalovým svazem Rychnov nad Kněžnou. Hraje se každý rok od léta do jara se zimní přestávkou. Účastní se ji 14 týmů z okresu Rychnov nad Kněžnou, každý s každým hraje jednou na domácím hřišti a jednou na hřišti soupeře. Celkem se tedy hraje 26 kol. Vítězem se stává tým s nejvyšším počtem bodů v tabulce a postupuje do I.B třídy Královéhradeckého kraje - skupiny B. Celkový počet sestupujících je ovlivněn počtem sestupujících z I.B třídy Královéhradeckého kraje - skupiny B. Vždy sestupují minimálně dva poslední týmy do III. třídy okresu Rychnov nad Kněžnou. Do II. třídy vždy postupuje vítězný tým.

## Vítězové
| Ročník    | Vítězný tým                    |
| --------- | ------------------------------ |
| 2003/2004 | TJ Spartak Opočno              |
| 2004/2005 | TJ Sokol Zdelov                |
| 2005/2006 | AFK Častolovice                |
| 2006/2007 | TJ Dobruška                    |
| 2007/2008 | SK Albrechtice nad Orlicí      |
| 2008/2009 | TJ Spartak Opočno              |
| 2009/2010 | FK Náchod-Deštné C             |
| 2010/2011 | AFK Častolovice                |
| 2011/2012 | TJ Baník Vamberk               |
| 2012/2013 | FC Spartak Rychnov nad Kněžnou |
| 2013/2014 | TJ Sokol Lípa nad Orlicí       |
| 2014/2015 | SK Solnice                     |
| 2015/2016 | TJ Baník Vamberk               |
| 2016/2017 | AFK Častolovice                |
| 2017/2018 | TJ Sokol Javornice             |
| 2018/2019 | TJ Baník Vamberk               |